# Catharina Jacoba Abrahamina Enschedé
Catharina Jacoba Abrahamina Enschedé (Haarlem, 7 de junio de 1828 - Bloemendaal, 24 de octubre de 1883), fue una pintora neerlandesa del siglo XIX.

## Biografía
Era hermana del coleccionista de arte, más tarde archivero de la ciudad y consultor de museo, Adriaan Justus Enschedé. Probablemente influida por él así como por sus tías artistas Sandrina Christina Elisabeth Enschedé y Christina Gerarda Enschedé. Realizó una copia en 1870 del Retrato de Alettta Hanemans del pintor Frans Hals para el museo Frans Hals. Lo hizo como un recuerdo, ya que el retrato de Hals que había estado expuesto en Haarlem fue vendido en Ámsterdam el año 1877 y más tarde llevado a La Haya como parte de la colección de pintura del recién reformado Mauritshuis en 1880. Esta copia fue dada por ella a su hermano que era director informal del entonces, joven museo Haarlem, y en 1896 entró en la colección como legado oficial.
Además de sus dos tías, sus sobrinas Edzardina Jacoba Tjarda van Starkenborgh Stachouwer-Enschedé y Adriana Maria Enschedé eran también pintoras.